# 臺鹽實業
臺鹽實業股份有限公司（簡稱臺鹽，商標多用台塩，臺證所：1737），原是中華民國國營事業，以產鹽起家；2003年後民營化在臺灣證券交易所股票上市，開始發展生物技術加盟店通路，產品新增化妝品。2019年，最大股東為中華民國經濟部，持有38.88%股權。

## 簡史

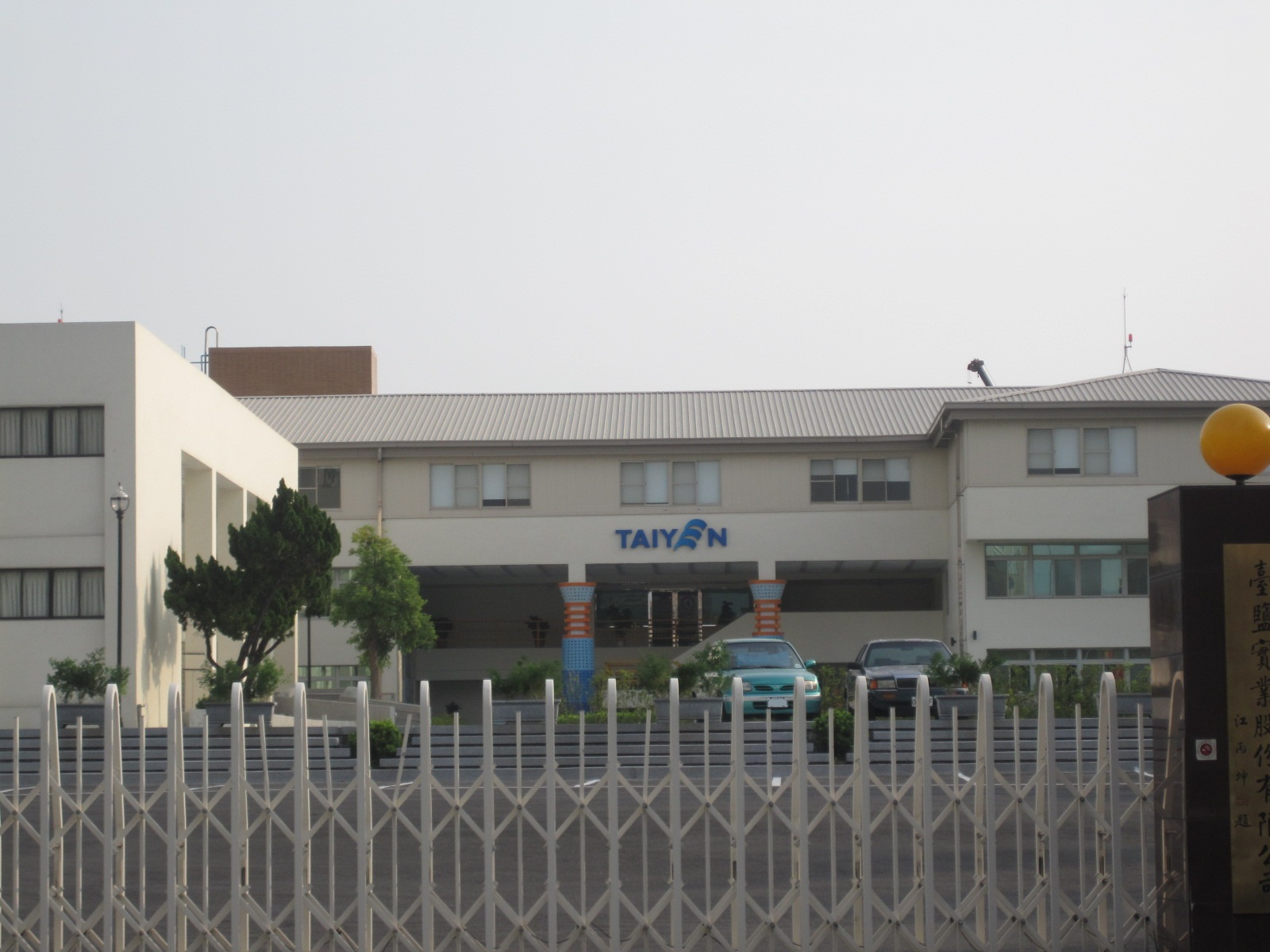
臺鹽總公司

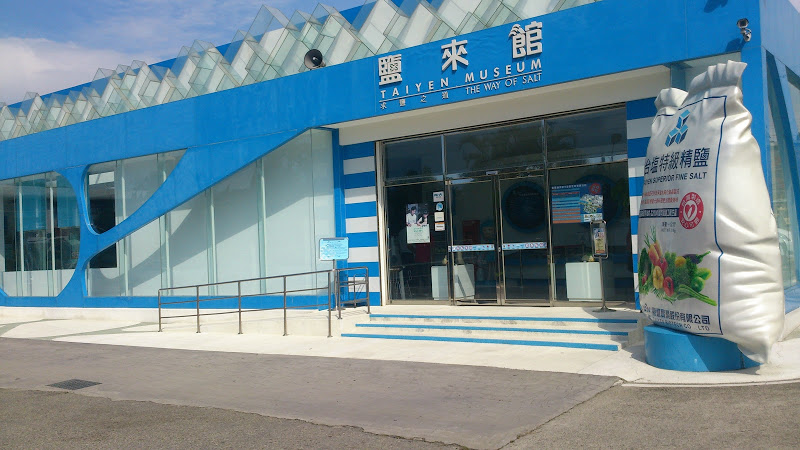
位於苗栗縣通霄鎮的臺鹽鹽來館

### 日治時期
- 1919年，「臺灣製鹽株式會社」設立。
- 1938年，「南日本鹽業株式會社」設立。

### 民國時期
- 1946年，臺灣製鹽株式會社和南日本鹽業株式會社合併設立「臺南鹽業公司」。從一批早期文件大約150張，文件是大約在1948年至1951期間，文件上顯示南日本鹽業在1948年後的名稱為「中國鹽業股份有限公司臺灣分公司」。
- 1952年，臺灣製鹽總廠成立，隸屬於經濟部鹽業整理委員會。
- 1953年，臺灣製鹽總廠改隸屬於財政部鹽務總局。
- 1977年，臺灣鹼業公司（臺鹼）安順廠鹽灘併入臺灣製鹽總廠臺南鹽場經營。
- 1981年，臺灣製鹽總廠改隸屬於經濟部直轄。
- 1995年，臺灣製鹽總廠改制公司化為「臺鹽實業股份有限公司」。
- 1999年，臺鹽成立南科分公司。
- 2001年，臺鹽成立生技廠及嘉義廠。
- 2002年5月，臺灣最後一個晒鹽場七股鹽場停止晒鹽業務，臺灣自產晒鹽走入歷史。原臺鹽生技廠分為生技一廠、生技二廠；臺鹽推出美容保養品品牌「綠迷雅」（Lu-miel）。
- 2003年，臺鹽嘉義廠更名為生技三廠，臺鹽開始發展自有生技加盟店通路。於臺灣證券交易所股票上市，順利完成民營化。
- 2006年，臺鹽開始在七股舉辦白色海洋音樂祭，推出美容保養品新品牌「NANA」系列。
- 2007年，臺鹽興建全臺最大鹽倉─臺中港鹽倉。
- 2014年，臺鹽於5月24日推出「臺鹽動平衡」補給飲料，7月1日起在臺灣證券交易所從化工股轉列為食品股。
- 2017年，成立「臺鹽綠能股份有限公司」，推動太陽能產業。

## 歷任董事長[3]
| 任別   | 姓名   | 任期                                   |        |
| 董事長 | 董事長 | 董事長                                 | 董事長 |
| ------ | ------ | -------------------------------------- | ------ |
| 1      | 余光華 | 1990年－2002年3月28日（公司化）        |        |
| 2      | 鄭寶清 | 2002年3月28日－2005年8月19日（民營化） |        |
| 3      | 邱文安 | 2005年8月19日－2005年12月23日          |        |
| 4      | 林靖   | 2005年12月23日－2007年7月27日          |        |
| 5      | 吳啟章 | 2007年7月27日－2008年7月16日           |        |
| 6      | 吳俊億 | 2008年7月16日－2008年10月1日           |        |
| 7      | 洪璽曜 | 2008年11月28日－2015年3月27日          |        |
| 8      | 楊秋興 | 2015年4月1日－2016年6月1日             |        |
| 9      | 陳啟昱 | 2016年6月13日－2021年2月1日            |        |
| 代理   | 曾文生 | 2021年2月1日－2021年4月30日            |        |
| 10     | 吳容輝 | 2021年4月30日－2023年1月30日           |        |
| 代理   | 劉雅娟 | 2023年1月31日－2024年9月19日           |        |
| 11     | 丁彥哲 | 2024年9月20日－現任                    |        |

## 組織架構[5]
- 股東會
  - 董事會：下設薪資報酬委員會、審計委員會
    - 董事長：下設董事長室、稽核室
      - 總經理：設總經理室
        - 副總經理

內部部門
- 海化事業處：設進口鹽儲運所
- 生技事業處：與海事處共同設置台北、台中、高雄營業所
- 品牌行銷處
- 企業發展處
- 研發處
- 財會處
- 行政處
- 職業安全衛生室
- 法務室

所屬單位
- 生技保健廠
- 生技妝品廠
- 通霄精鹽廠
- 七股鹽場

## 外部連結
- 臺鹽TAIYEN全球資訊網‧全人健康新主義 （页面存档备份，存于）（繁體中文）（简体中文）（英文）
- 台鹽生技官方銷售站 （页面存档备份，存于）
- 【台塩生技生活館】 - 臺鹽 TAIYEN 直營商城 - 台灣保健/清潔/美妝/調味用品領導品牌 （页面存档备份，存于）（繁體中文）
- 台塩海洋鹼性離子水 （页面存档备份，存于）
- 歡迎光臨鹽來館，臺鹽通霄精鹽廠觀光工廠 （页面存档备份，存于）
- 七股鹽山官網 （页面存档备份，存于）
- 台塩生技網路商店 - Yahoo!奇摩超級商城 （页面存档备份，存于）
- 台灣公司資料 （页面存档备份，存于）